# Lucy Everest Boole
Lucy Everest Boole FRIC (Cork, 5 de agosto de 1862 – 5 de dezembro de 1904) foi uma química e farmacêutica irlandesa, a primeira mulher a pesquisar farmácia na Inglaterra. Foi a primeira mulher professora da London School of Medicine for Women no Royal Free Hospital, e a primeira mulher fellow do Royal Institute of Chemistry.

## Vida pregressa e formação
Lucy Everest Boole nasceu em 1862 em Cork, Irlanda, onde seu pai, o matemático George Boole, era professor no Queen's College. Sua mãe, Mary Everest Boole, foi uma matemática e pedagoga autodidata, com interesse em pedagogia. Lucy era a quarta de cinco irmãs, muitas das quais também eram notáveis. Sua irmã Alicia Boole Stott era matemática e sua irmã Ethel Lilian Voynich uma romancista. George Boole morreu em 1864, deixando a família na pobreza; eles voltaram para a Inglaterra, onde sua mãe se tornou bibliotecária no Queen's College, Londres. Lucy trabalhou como bibliotecária e supervisora de residência no Queens 'College, mas não recebeu educação universitária. Frequentou a London School of Pharmacy de 1883-1888, onde seguiu seu treinamento como farmacêutica e passou no Exame Principal em 1888.

## Carreira profissional
Pouco depois de terminar seus estudos na London School of Pharmacy, Lucy foi assistente de pesquisa de Wyndham Dunstan, um professor de química da Pharmaceutical Society. Foi lecturer e demonstrator de química em 1881 na London School of Medicine for Women em 1893. Em 1894 foi eleita a primeira mulher fellow do Royal Institute of Chemistry. Acredita-se que ela foi a primeira professora de química do Royal Free Hospital, em Londres. Publicou coletivamente com Sir Wyndham Dunstan, incluindo um artigo 'An Enquiry into the Vessicating Constituent of Croton Oil', tornando-se a primeira mulher a ser co-autora de um artigo sobre pesquisa na área farmacêutica. Neste artigo, ela propôs um novo método analítico para o tártaro emético usando técnicas gravimétricas em oposição às técnicas volumétricas anteriores. Apesar das fortes críticas recebidas pela proposta de Lucy, tornou-se o método oficial de ensaio na British Pharmacopoeia de 1898 a 1963.

## Publicações e contribuições
- Dunstan, Wyndham Rowland; Boole, Lucy Everest (1 de janeiro de 1896). «An enquiry into the nature of the vesicating constituent of croton oil». Proceedings of the Royal Society of London. 59 (353–358): 237–249. doi:10.1098/rspl.1895.0083
- Cash, John Theodore; Dunstan, Wyndham Rowland (1 de janeiro de 1893). «VIII. The physiological action of the nitrites of the paraffin series, considered connection with their chemical constitution». Philosophical Transactions of the Royal Society of London B. 184: 505–639. doi:10.1098/rstb.1893.0008